# Theodor Bradsky

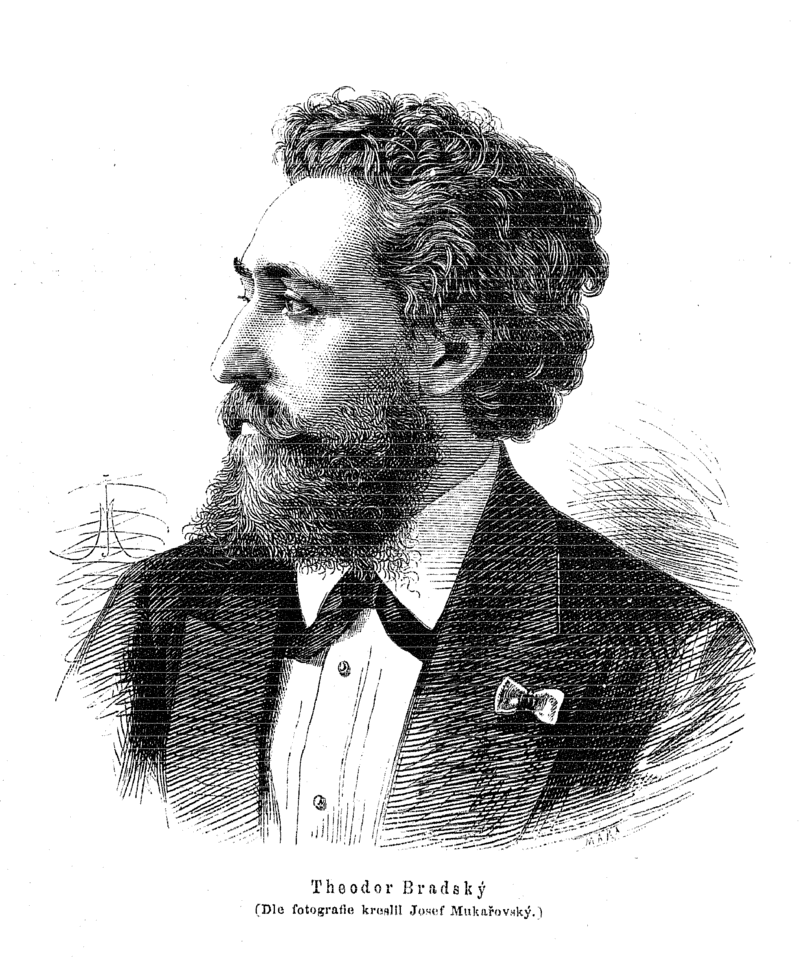
Theodor Bradsky (1877)

Wenzel Theodor Bradsky, tschechisch auch Theodor Václav Bradský (* 17. Januar 1833 in Rakonitz; † 10. August 1881 ebenda) war ein böhmischer Komponist.
Bradsky war bis 1858 Sänger am Königlichen Hoftheater in Stuttgart. In Berlin wurde er Mitglied des Königlichen Domchores und später Gesangslehrer. Prinz Georg von Preußen ernannte ihn 1874 zu seinem Hofkomponisten.
Er komponierte sechs Opern, wurde aber vor allem mit Liedern und Chorliedern auf deutsche und tschechische Texte bekannt.
Ab 1873 war er Dozent für Gesang am Stern’schen Konservatorium.